# Piloții Nascar
Piloții Nascar (în engleză NASCAR Racers) este serial de animație american creat de Saban Entertainment, care oferă două echipe de curse rivale NASCAR, Team Fastex și Team Rexcor, care se luptă una împotriva celeilalte în Divizia futuristă NASCAR Unlimited. Seria a rulat din 1999 până în 2001 pe blocul Fox Kids de pe canalul Fox. În România, serialul s-a difuzat pe canalul Antena 1, Jetix. și Național TV. În România, serialul s-a difuzat pe Jetix, iar în 2006 a fost scos din grila.
In anul 2001, cand Disney a cumparat Fox Kids Worldwide, acesta a devenit proprietarul librariei Fox Kids, care include totodata, continutul de la Saban Entertainment. Insa continutul nu este disponibil pe Disney+.

## Premis
Concurenții concurează pe o varietate largă de trasee, inclusiv pe drumuri rutiere, off-road, muntoase, și Motorsphere. Pista Motorsphere începe cu un traseu tipic care duce într-o sferă, apoi piese sunt înfășurate în jurul suprafeței interioare a sferei, care arată ca piesa AcceleDrome de la AcceleRacers.
Divizia NASCAR Unlimited are o tehnologie de vârf, peste tehnologiile de vârf (din punctul de vedere al emisiunii). Pentru a proteja șoferii de accidente, fiecare masina de curse are un Racer de salvare interior care se scoate de pe corpul exterior dacă se întâmplă un accident. Cursele XPT, introduse în sezonul 2, sunt noile mașini de curse pentru Team Fastex. Conducătorii de tip XPT folosesc combustibilul atomic rulat de sistemele de ardere cu forță. Nitro Racers conține unități de fuziune cu flux înalt care pot obține puterea maximă din combustibilul atomic.
Schimbarea designului corpului de la cursele XPT la Nitro Racers a fost similară cu cea a Sprint Cup-ului în "mașina de mâine". Cei de la XPT au fost mai subțiri decât cei răi Nitro Racers.
Caracterele se îndreaptă adesea pe simulatoare pentru a-și perfecționa abilitățile înainte de cursele reale; acest lucru se face, de asemenea, de către driverele reale NASCAR (Adesea, folosind jocuri off-the-shelf).

## Background
26 de episoade de jumatate de ora au fost produse de Saban Entertainment , impreuna cu productia de voce Ocean Production din Vancouver , care a lucrat cu Saban pe alte proiecte - cum ar fi Spider-Man Unlimited si Dragon Ball Z. Cântecul tematic al emisiunii a fost realizat de Jeremy Sweet. Inainte de a incepe buna desfasurare in 2000, NASCAR Racers a avut premiera ca un film TV specializat in trei parti pe 11 noiembrie 1999, desi re-aterizarile ulterioare au primele trei episoade separate unul de altul. S-a încheiat în 2001, după ce a reînceput să difuzeze Jetix- ul Disney după ce compania a achiziționat biblioteca Saban Entertainment. Ca și în multe proprietăți ale lui Saban, achiziționate de Disney, ei nu au făcut niciun fel de ediții video pentru seriale. Spectacolul a fost produs înainte ca Fox să arate cursele NASCAR , iar istoria difuzării show-ului sa suprapus doar cu acoperirea rețelei pentru seria reală timp de o lună.

## Media

### Joc video
Un joc video numit NASCAR Racers a fost publicat în 2000 pentru Microsoft Windows și Game Boy Color de către Hasbro și dezvoltat de Software Creations (PC) și Digital Eclipse (GBC). O versiune PlayStation a fost planificată, dar anulată înainte de lansare.

### Cărți
Cartile NASCAR Racers au fost create de Gene Hult sub numele JE Bright si publicate de HarperEntertainment.

## Episoade

### Sezonul 1
- 1. Chestii reale
- 2. Mizele
- 3. Eroi
- 4. Rățoiul se da din drum
- 5. Co-Pilotul
- 6. Misiunea
- 7. Întotdeauna
- 8. Puștiul contra computerelor
- 9. Fracțiune
- 10. Daredevil
- 11. Purtător de pavilion
- 12. Fiecare pentru el
- 13. Totul s-au nimic

### Sezonul 2
- 1. A doua sansă
- 2. Toxic
- 3. Ziua de salariu
- 4. Steagul Roșu
- 5. Reacție în lanț
- 6. Bubuit
- 7. Curs intensiv
- 8. El Dorado
- 9. Albastrul sălbatic
- 10. Fugi
- 11. Duck Unlimited
- 12. Ostatic
- 13. Ultima sansă

## Cast și caractere

### Echipa Fastex
Mark "Încărcător" McCutchen Echipa Fastex (Ian James Corlett) Citate I Can Takemm Să ne percepem 4 câștigători
Mark este nepotul lui Mack McCutchen și fiul lui Mack McCutchen, Jr., doi foști staruri NASCAR și un șofer calificat în mod natural. Mark dorește mai mult decât orice să facă față moștenirii de curse a familiei sale și reușește să câștige campionatul pentru Team Fastex în sezonul 1 după o cursă încălzită împotriva Kent Steel. El a fost principalul rival al lui Lyle Owens chiar înainte de începerea Diviziei Nelimitate și a avut o pasiune și pe Megan Fassler. El conduce mașina # 204.
Megan "Spitfire" Fassler Echipa Fastex (Kathleen Barr) 3 câștigători
Megan este fiica lui Jack Fassler, proprietar al echipei Fastex, și singura femeie membră a echipei. La început, tatăl său dezaprobă să-i lase cursa pentru echipă, dar își schimbă mintea devreme în serie. În sezonul 2, Garner Rexton angajează o femeie ca pe o mamă adevărată a lui Megan să o confunde pe Megan despre trecutul ei. Ulterior, Megan formează o echipă numită Spitfire Racers cu Eve "Wild Card" Kilder, "Chrome" și Zorina. În cele din urmă, ea află despre trecutul ei adevărat și se reuneste cu Fastex. Ea conduce masina # 101.
Carlos "Stunts" Rey Echipa Fastex (Rino Romano) 4 Câștigători
Un fost cal de curse de motociclete, Carlos sa alăturat echipei NASCAR pentru a câștiga bani pentru a plăti pentru cercetare pentru tratamentele medicale în curs de desfășurare ale tatălui său bolnav. Deși are mai multe proiecte secundare cum ar fi o mașină de încurcătură daredevil și numeroase avize comerciale, puternicul său simț al loialității îl ține pe acesta cu Team Fastex, chiar și după ce și-a pierdut majoritatea economiilor la con man și a fost presat de Garner Rexton pentru a-și trăda coechipierii . El conduce mașina # 404.
Steve "Flyer" Sharp Echipa Fastex (Roger R. Cross) Citate Albastru Younder Time 2 Câștigători
Steve era un pilot de vânătoare în Forțele Aeriene ale SUA, cu ani în urmă, dar a trebuit să se retragă când a fost expus unui nor gazos de agent nervos chimic în timpul unei misiuni. El a supraviețuit, dar gazul nervos la lăsat predispus la atacuri bruște de nervozitate extremă, tremurături și transpirații. Steve sa alăturat echipei NASCAR pentru a-și dovedi că poate încă să se ocupe de o situație de presiune ridicată, dar știe că este întotdeauna în pericol de un atac. El conduce mașina # 808.
Jack Fassler (Richard Newman)
Proprietar al echipei Fastex, soț al lui Libby Fassler și tată adoptiv al lui Megan Fassler. Un fondator cheie al diviziei NASCAR Unlimited, Jack a folosit majoritatea economiilor sale și un împrumut bancar mare pentru a lansa cursele, dar banca de la care a împrumutat banii a fost cumpărată de rivalul său de afaceri Garner Rexton la scurt timp după aceea, datoria directă către Rexton și făcându-i să-și bată rivalul esențial pentru a-și rambursa datoriile. Când a ales membrii echipei pentru primul sezon, Jack a dezaprobat două lucruri: lăsând Lyle Owens să devină membru al echipei Fastex și lăsându-l pe Megan să curgă pentru echipă. În curând, își schimbă mintea cu privire la Megan, deoarece este nevoie de o echipă cu patru șoferi pentru a concura pentru campionatul echipei.
Douglas "Duck" Dunaka Echipa Fastex (Dale Wilson)
Duck este șeful echipajului și un mecanic maestru, deși el a fost anterior un șofer mult mai devreme în cariera sa. Experiența lui trecut îl obligă să conducă o cursă pentru Team Fastex ca "Rubber Ducky" (Masina # 859) în sezonul 2 episod "Duck Unlimited" după ce Megan părăsește echipa. Duck este foarte pasionat de hrana grasa de confort si are un talent pentru a-si folosi instrumentul preferat, banda de conducte, pentru a rezolva aproape orice. De asemenea, are o fiică, Shelby, care uneori se află în jurul garajului cu Miles.
Lugnut
Mecanicul echipei Fastex, care este angajat instantaneu de Jack și Duck la începutul celui de-al doilea sezon, când se rătăcește în garaj și rezolvă o problemă cu mașina lui Stunts în câteva secunde, pe care Duck a fost complet înfrântă. Mai târziu, el stabilește o problemă de suspendare a mașinii Stunts în timpul unei opriri în carieră, ceea ce îl determină pe Jack și pe Duck să-i ofere o creștere. Mai târziu în sezon, el servește ca șef al echipajului în timpul cursei în care Duck concurează și formează o prietenie cu Miles. Deși este foarte calificat ca mecanic, el este, de asemenea, foarte stângaci și are tendința de a călători și de a lansa obiecte care de obicei se aterizează pe Duck.

### Evil Team Rexcor [edita]
Lyle "Colectorul" Owens Echipa Rexcor (Philip Maurice Hayes) 2 Câștigători
Un șofer nemilos, crud și arogant a considerat o amenințare pentru fiecare echipă NASCAR. Cu abilitățile sale de conducere mortale, el a fost cunoscut pentru a provoca accidente din care îi place să colecteze o piesă din mașină ca trofeu, din care a primit porecla "The Collector". Lyle este "Charger", rivalul numarul unu al lui McCutchen, chiar si cand au fost ambii candidati pentru a se alatura Team Fastex, ceea ce ia facut pe Garner Rexton sa-l angajeze mai tarziu pentru Team Rexcor. Lyle a fost concediat de la Rexcor la sfârșitul sezonului 1, dar a fost reangajat la începutul sezonului 2 după ce a suferit o mutație datorată contactului cu deșeurile toxice, făcându-l mai mare, mai puternic și mai agresiv decât orice ființă umană, fața înfricoșată. El conduce mașina # 606.
Hondo "Spectre" Hines Echipa Rexcor 1 Câștigători
Hondo este unul dintre cei mai spooki șoferi din NASCAR. Deși foarte puțin se cunoaște de trecutul său, are abilități remarcabile de conducere, o temperatură foarte caldă și caldă și nu este mai presus de înșelăciune pentru a câștiga curse. Hondo este specializat în a se strecura în spatele unei mașini rivale și a distruge-o înainte ca adversarul său să știe chiar că este acolo, la fel ca o fantomă, dar adesea își va alătura coechipierii de la Rexcor pentru a distruge un adversar și a aluneca în fața ambalajului. Când nu conduceți, el poate fi de obicei văzut purtând ochelari de soare întunecați, chiar și în interior. El conduce mașina # 303.
Zorina Câștigătorii echipei Rexcor 1
Fostul model și constructor de caroserie, Zorina este un șofer foarte arogant și agresiv care va împinge pe cineva, chiar pe colegii săi, să-și descopere drumul spre partea din față a pachetului. "Charger" i-a spus o dată că nu este "o doamnă" și nu este niciodată intimidată de nimeni, în special de concurenții de sex masculin care ar putea să o vadă ca o împingere. În sezonul 2, Garner Rexton o arde și o înlocuiește cu Tanker, forțând-o pe Zorina să-l întrebe pe Megan Fassler pentru o slujbă cu Spitfire Racers, la care Megan își împărtășește cu toată inima. Ea conduce mașina # 505.
Diesel "Junker" Spitz Echipa Rexcor
Cu ani în urmă, Diesel a lucrat ca șofer pentru o bandă de criminali din Europa care a furat și revândut mașini scumpe pe piața neagră. El a fost descoperit în străinătate sabotând mașini de curse rivale de Garner Rexton, care l-au recrutat rapid să conducă pentru Team Rexcor. Diesel este un șofer foarte priceput, dar se pare că ia mai multă plăcere de a distruge alte mașini decât de fapt care concurează să câștige curse, ceea ce ia dat porecla "Junker". Diesel vorbește într-un dialect englez-german rupt, iar vocea lui seamănă cu cea a actorului și politicianului Arnold Schwarzenegger . El conduce mașina # 707.
Garner Rexton (Ron Halder)
Proprietar al echipei Rexcor și, de obicei, creierul a ceva ilicit în seria NASCAR Unlimited, precum și principalul antagonist al spectacolului. Este un om foarte arogant, manipulator și lacom, care folosește bogăția și influența sa puternică pentru a controla pe ceilalți din jurul lui și pentru ai forța să-și facă munca murdară. Cu mulți ani în urmă, Garner a fost profund îndrăgostit de soția lui Jack Fassler, Libby, dar a fost lăsat inimii când a respins-o și sa dus să se căsătorească cu rivalul său. De atunci, singura motivație a lui Garner în viață a fost distrugerea sistematică a lui Jack Fassler și a imperiului său de curse și el nu se va opri la nimic pentru a-și răzbuna. El a confirmat într-un episod că el a fost cel care la introdus pe Libby lui Jack, pentru care Jack a declarat că îi va datora întotdeauna lui Garner. În plus față de curse, Garner se dovedește, de asemenea, că este puternic implicat în producția și traficul de peste mări de arme chimice ilegale cum ar fi cel "Flyer" expus. Garner a fost în cele din urmă interzis de la NASCAR pentru repetarea infracțiunilor care implică răsturnarea rasiale după o persoană, "Stunts", în cele din urmă a avut nervii să se ridice la el.
Spex (Richard Newman)
Echipa de șef al echipajului Rexcor și omul din dreapta lui Garner Rexton. Spex este un cyborg care își folosește uneltele speciale de caroserie pentru a repara orice deteriorare a autoturismelor. El are, de asemenea, un ecran de monitor încorporat în piept pentru a le oferi celorlalți o comunicare față în față cu Garner Rexton. El are o natură foarte friguroasă și nesimțitoare și nu ezită să înșele oricum, ceea ce reflectă programarea lui de a fi mereu loiali cauzei lui Garner Rexton.
Kent "Demolisher" Steel Echipa Rexcor 1 Câștigători
Kent este un android conceput pentru distrugerea echipei Fastex. Apare prima dată la sfârșitul sezonului 1 ca un șofer foarte nepăsător, puternic și distructiv, care seamănă cu un om. Fiind un android, cu toate acestea, el nu are nici o teamă de moarte sau alte limitări umane, permițându-i să realizeze lucrurile pe o pistă de cursă pe care nici un șofer uman nu le-a putut face. El a fost demascat în cele din urmă când "Charger" McCutchen și Lyle Owens (care conducea sub alt ego) au reusit să-l treacă și l-au provocat să se prăbușească, dezvăluind exo-scheletul său robotic și conducând la descalificarea sezonului Team Rexcor pentru înșelăciune. El apare mai târziu în episoadele "Reacția în lanț" pe măsură ce încearcă să saboteze combustibilul pentru celelalte echipe și "Rumble" ca unul dintre șoferii folosiți în rasa liberă pentru toți. A condus mașina 500.

### Alte caractere
"Redline" O'Rourke Câștigătorii echipei Rexcor 1
Acest driver este un mister pentru mulți oameni din seria NASCAR Unlimited. Nimeni nu știe cum a fost atât de bun, dar se pare că poate să-și folosească abilitățile extraordinare de conducere pentru a trece peste orice mașină pe care o dorește, făcându-l un adversar puternic și cel de-al doilea rival la "încărcătorul" McCutchen. În timp ce pare a fi încrezător și puțin încrezător, el mereu se hrănește destul și onorabil. Cu toate acestea, nu-i place să piardă și chiar refuză să sărbătorească un al treilea loc cu Spitfire Racers. Ca "Încărcător", are o pasiune pe Megan Fassler. El conduce mașina # 119.
Phil "Octane" Knox Echipa Rexcor
Cunoscut pentru viteza si puterea masinii sale, Phil apare ca un rival prietenos si bun-venit echipei Team Fastex, dar lucreaza in secret pentru Rexcor. După ce "Flyer" își salvează viața după o greșeală de calificare, el și "Flyer" devin prieteni buni, dar Phil mai târziu otrăvește "Flyer" cu un medicament halucinogen puternic, ducând la o serie de incidente foarte periculoase pe locurile unde Flyer credea că se întorcea în avionul său de luptă. Phil încearcă să otrăvească "Flyer" a doua oară, chiar înainte de cursa finală, dar se expune la medicament în schimb, făcându-l să creadă că este pe cale să treacă peste o cascadă. El conduce mașina # 420.
Tanker Echipa Rexcor
Numele adevărat este necunoscut. Cu ani în urmă, el era în armată și un operator de tancuri foarte priceput. La fel ca felul în care mașina "Flyer" este modelată ca un avion de luptă, mașina "Tanker" seamănă cu un rezervor, pe care îl folosește pentru a arunca și a bate toate celelalte mașini în calea lui. Booster racheta de pe partea de sus a masinii sale se dubleaza, de asemenea, ca un canon, pe care niciodata nu ezita sa il foloseasca pe adversari. Luând în considerare stilul său de conducere agresiv și rivalitatea crescândă cu "Flyer", Garner Rexton decide să adauge "Team Tanker" la Team Rexcor aproape de sfârșitul sezonului 2, unde înlocuiește Zorina. El conduce mașina # 817.
Grim Repo Echipa Rexcor
Un curse foarte înalt și tăcut, al cărui adevărat nume este necunoscut. El apare pentru prima data la inceputul sezonului 2 impreuna cu ceilalti patru curse noi ("Redline", "Tanker", "Chrome" si "Octane") si este rar vazut in afara masinii sale dupa aceea. El nu este niciodată prezentat fără cască ca el, astfel încât fața sa adevărată nu este niciodată văzută și, de asemenea, poartă, de obicei, o mantie sau capete, chiar și atunci când conduce. Odată cu cursa pentru Team Rexcor, în episodul "Rumble", pare să formeze o rivalitate cu "Stunts", care îi place să se distreze la porecla lui. El conduce mașina # 860.
Chrome Echipa Rexcor
Ea este singura femeie membră a noilor șoferi din sezonul 2 și folosește mașina ei cromată strălucitoare ca o armă eficientă în distragerea celorlalți șoferi pentru a aluneca înaintea lor pe cursa. În timp ce foarte puțin se cunoaște despre trecutul ei, atitudinea sa rece și încrezătoare îi intimidează adesea adversarii. În sezonul 2, se alătură echipei Spitfire Racers a lui Megan Fassler. Ea conduce mașina # 232.
Eve "Wild Card" distruge echipa Rexcor
Un șofer profesionist de cascadorie pe care Garner Rexton l-ar fi adus pe Carlos "Stunts" Rey departe de Team Fastex. Ea este arestată în sezonul 1 pentru că a încercat să omoare echipa Fastex cu niște focuri de artificii necinstite în timpul unei lovituri de echipă de la cursa. În timpul închisorii, Lyle Owens negociază împrumutul mașinii pe care o folosea pentru a putea concura sub acoperire în cursa finală a sezonului 1, folosind porecla "Wild Card". Ea este mai târziu eliberată în sezonul 2, ia înapoi mașina și își asumă porecla "Wild Card" pentru a se alătura echipei lui Megan Fassler. Ea este îndrăgostită de Carlos "Stunts" Rey, dar nu-și întoarce afecțiunile după incidentul de focuri de artificii. Ea conduce mașina # 413.
Libby Fassler
Soția lui Jack Fassler și mama adoptivă a lui Megan Fassler. Un om de știință care lucrează pentru a proteja pădurile tropicale ale lumii, își petrece mult timp departe de comunitatea de curse. Într-un episod, ea este răpită de vânătorii de recompense angajați în secret de Garner Rexton, care continuă să trimită echipa sa de curse pentru a încerca să o salveze pe Libby, ca să o poată câștiga înapoi. Cu toate acestea, acest plan este anulat de Team Fastex. Dragostea lui Garner Rexton pentru Libby este cea mai mare motivație pentru răzbunarea lui Jack, dar Libby și Jack nu par să fie conștienți de sentimentele sale.
Miles McCutchen ( Andrew Francis )
Fratele mai mic al lui Mark McCutchen, care aspiră să concureze ca și fratele său mai în vârstă. De multe ori el poate fi văzut ajutându-l pe Duck și pe Lugnut în gropile cu locuri de muncă ciudate, dar ocazional se dovedește a fi un plus mai valoros pentru echipă, cum ar fi când a aflat secretul lui Kent Steel de a fi un android. De asemenea, el este bun prieten cu fiica lui Duck, Shelby.
Farrell Longstreet Echipa Fastex
Un fost coleg de curse al tatălui "Charger" al lui McCutchen, care iese din pensie pentru a participa la seria unlimited în sezonul 2, conducând mașina # 993. Se pare că suferă o vătămare gravă într-un "Încărcător" accidentat cauzat accidental și este forțat să se retragă din nou, dar leziunile au fost de fapt o lovitură de către Garner Rexton pentru ca "Charger" să se simtă supărat și să-l arunce din joc. După ce i-a fost amintit de prietenia sa cu Mack McCutchen Jr., Longstreet îl trădează pe Rexton conducând mașina "Charger's" ca șofer în cursa finală a sezonului, păstrându-l pe Team Fastex în controversă.
Mike Hauger
Un prezentator de televiziune pentru Televiziunea Internațională de Televiziune Internațională (SNIT), alături de Pat Anther, care acoperă și comentează rasele NASCAR Unlimited Series.
Pat Anther
Un prezentator de televiziune pentru Sport Network Interglobal Television (SNIT), alături de Mike Hauger, care acoperă și comentează cursele NASCAR Unlimited Series.